# Kierpurdeje
Kierpurdeje – zlikwidowany przystanek osobowy w Kiekskiejmach, w gminie Dubeninki, w powiecie gołdapskim w województwie warmińsko-mazurskim, w Polsce. Położona na linii kolejowej z Botkun do Pobłędzia. Linia ta została ukończona w 1927 roku, a rozebrana w 1944 roku.